# Атабаев, Магомед Султанмурадович
Магоме́д Султанмура́дович Атаба́ев (10 февраля 1938; Аксай, Хасавюртовский район — 17 октября 2017, Махачкала) — кумыкский поэт, драматург, переводчик. Народный поэт Дагестана (1996).

## Биография
В 1958 году окончил спецкурсы Хасавюртовского педучилища. Работал учителем, завучем школы в сел. Акбулатюрт, Теречное. Окончил Литературный институт им. М. Горького в Москве. Работал литсотрудником республиканской газеты «Ленинский путь», редактором художественной литературы Дагестанского книжного издательства, редактором кумыкского выпуска альманаха «Дружба». Редактор кумыкского выпуска журнала «Литературный Дагестан» «Тангчолпан».
С 1963 года член Союза писателей СССР.
В 1957 году в республиканской газете «Ленинский путь» были впервые опубликованы стихи Магомеда Атабаева. В 1963 году вышел в свет первый его поэтический сборник на кумыкском языке «В поисках».
Магомед Атабаев является автором пьес «Золотой гусь» и «Люди, люди, умоляю», поставленных на сцене Кумыкского музыкально-драматического театра им. А.-П. Салаватова и более 200 песен. Им переведены на кумыкский язык книги С. Михалкова «Я поехал на Кавказ» (Дагучпедгиз, 1975), Р. Гамзатова «Мой Дагестан» (Дагкнигоиздат, 1982), Т. Зумакуловой «Братья мои» (Дагучпедгиз, 1985) и др. Осуществил художественный перевод Корана на кумыкский язык.
Скончался 17 октября 2017 года в Махачкале.

## Публикации
Магомед Атабаев является автором более 30 книг, выпущенных, главным образом, на кумыкском языке. Среди них:
- «В пути» (Дагкнигоиздат, 1965),
- «Похищенная смерть» (Советский писатель, 1966),
- «Похищенная смерть» (Дагкнигоиздат, 1967),
- «Дни идут» (Дагкнигоиздат, 1968),
- «Клятва» (Дагучпедгиз, 1969),
- «Журавли» (Дагкнигоиздат, 1969),
- «Свет сердец» (Дагкнигоиздат, 1971),
- «Дни добрых надежд» (Дагкнигоиздат, 1973),
- «Радость неба и земли» (Дагучпедгиз, 1973),
- «Мои друзья» (Дагучпедгиз, 1975),
- «Ласточки вернулись» (Советский писатель, 1985)[1].

## Семья
- Сын, Джамал — чемпион КВН в составе команды КВН «Махачкалинские бродяги», 1996 г.